# Маслюк Галина Ярославівна
Гали́на Яросла́вівна Маслюк — голова Товариства української діаспори Греції та філоукраїнців греків «Українсько-грецька думка», журналістка, Афіни.
Завершила Львівську політехніку. Під час навчання потоваришувала із студентом-греком Какку, одружилися. З 1985 року живе в Греції. Була біля витоків появи 1997 року першої газети українців «Вісник-Агеліафорос». 1998 року організувалося Товариство «Українсько-грецька думка». З 2006 року організовуються Форуми української діаспори у Греції. 2016 року до Греції на відпочинок вирушили діти батьків, котрі загинули на фронті російсько-української війни. Підтримує волонтерську та групу інформаційного спротиву «Грекобандерівці».

## Нагороди
- Відзнака Президента України — ювілейна медаль «25 років незалежності України» (22 серпня 2016) — за вагомий особистий внесок у зміцнення міжнародного авторитету Української держави, популяризацію її історичної спадщини і сучасних надбань та з нагоди 25-ї річниці незалежності України[1]